# Arma micidiale
Arma micidiale (Gun) è un film del 2010 diretto da Jerry Terrero.

## Trama
Angel viene scarcerato e si riunisce con il suo amico Rich che lo aiuta a contrabbandare armi, ma non si rendono conto che la polizia di Detroit e l'FBI stanno lavorando per sgominare il contrabbando.